# Хутора (Черкасская область)
Хуторы (укр. Хутори) — село в Черкасском районе Черкасской области Украины. 

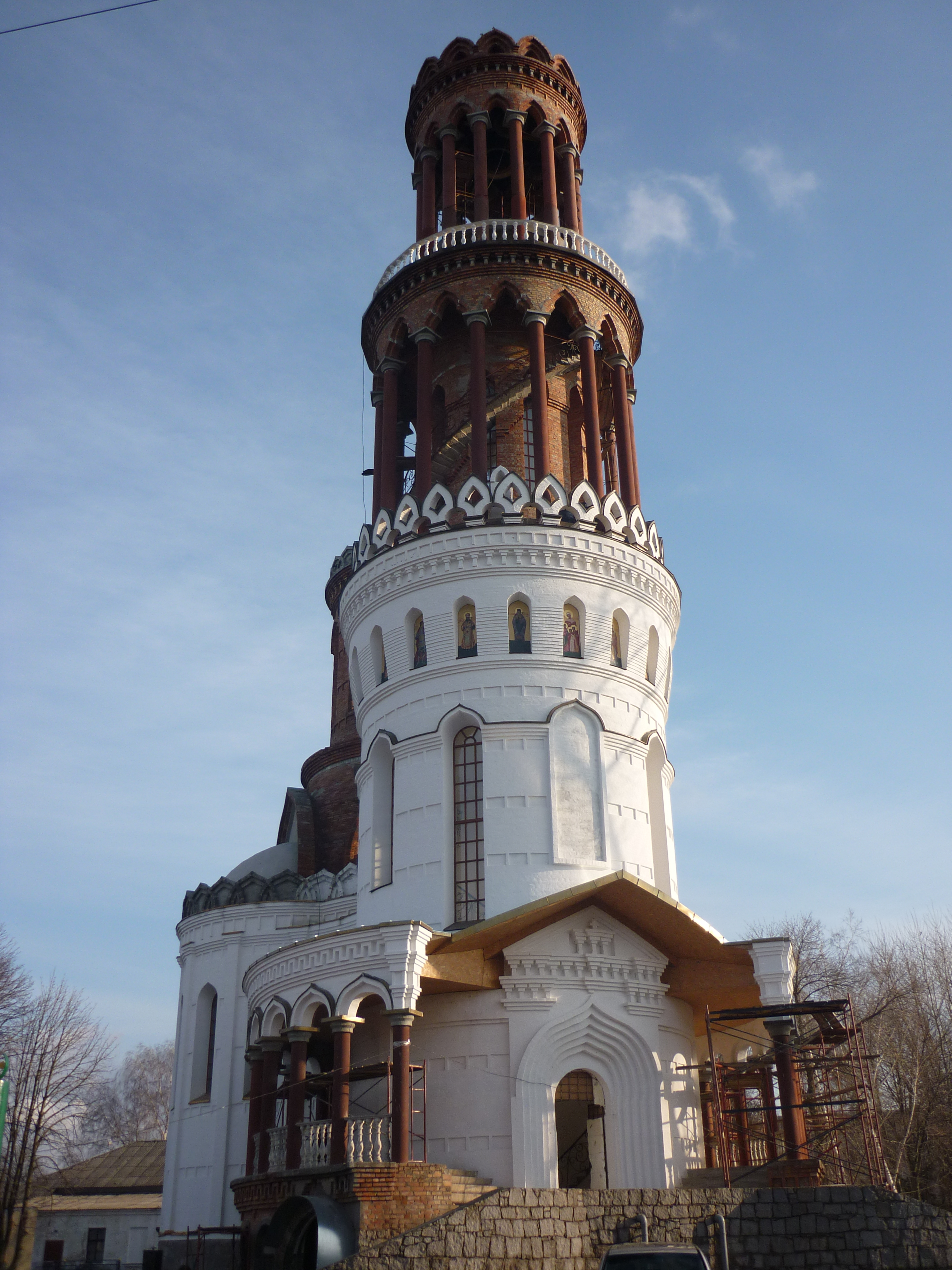
Храм Рождества Иоанна Крестителя

Расположено в 8 км к югу от города Черкассы, но по факту граничит с ним по улицам.
Занимает площадь 2,9 км². Почтовый индекс — 19603. Телефонный код — 472.

## Население
Население по переписи 2001 года составляло 2422 человека.

### Языковой состав
Родной язык населения по данным переписи 2001 года:
| Язык       | Численность, чел. | Доля     |
| ---------- | ----------------- | -------- |
| Украинский | 2 308             | 95,29 %  |
| Русский    | 97                | 4,01 %   |
| Другое     | 17                | 0,70 %   |
| Итого      | 2 422             | 100,00 % |

## Завод
В селе находится завод по переработке рыбы фирмы ''Тамако-Инвест''.

## Местный совет
19603, Черкасская обл., Черкасский р-н, с. Хуторы, ул. Центральная, 5